# Gran fam irlandesa
La Gran Fam (en anglès Great Famine o Great Hunger, en irlandès An Gorta Mór, [ənˠ ˈɡɔɾˠt̪ˠə ˈmˠoːɾˠ]) o fam irlandesa de la patata (sobretot fora d'Irlanda) fou un període de fam i malalties massives a Irlanda del 1845 al 1852. En ser les zones més greument afectades l'oest i el sud d'Irlanda, on la llengua irlandesa era dominant, el període fou conegut contemporàniament en irlandès com a Drochshaol, traduït lliurement com "els temps difícils" (o literalment "la mala vida"). El pitjor any del període va ser el 1847, conegut com a "47 negre". Durant la Gran Fam, al voltant d'1 milió de persones van morir i més d'un milió van fugir del país, fet que causà que la població del país caigués entre un 20 i un 25%; en algunes ciutats va caure fins a un 67% entre 1841 i 1851. Entre 1845 i 1855, no menys de 2,1 milions de persones van sortir d'Irlanda, principalment en paquebots, però també en vaixells de vapor i bricbarques, un dels èxodes massius més grans d'una sola illa de la història.

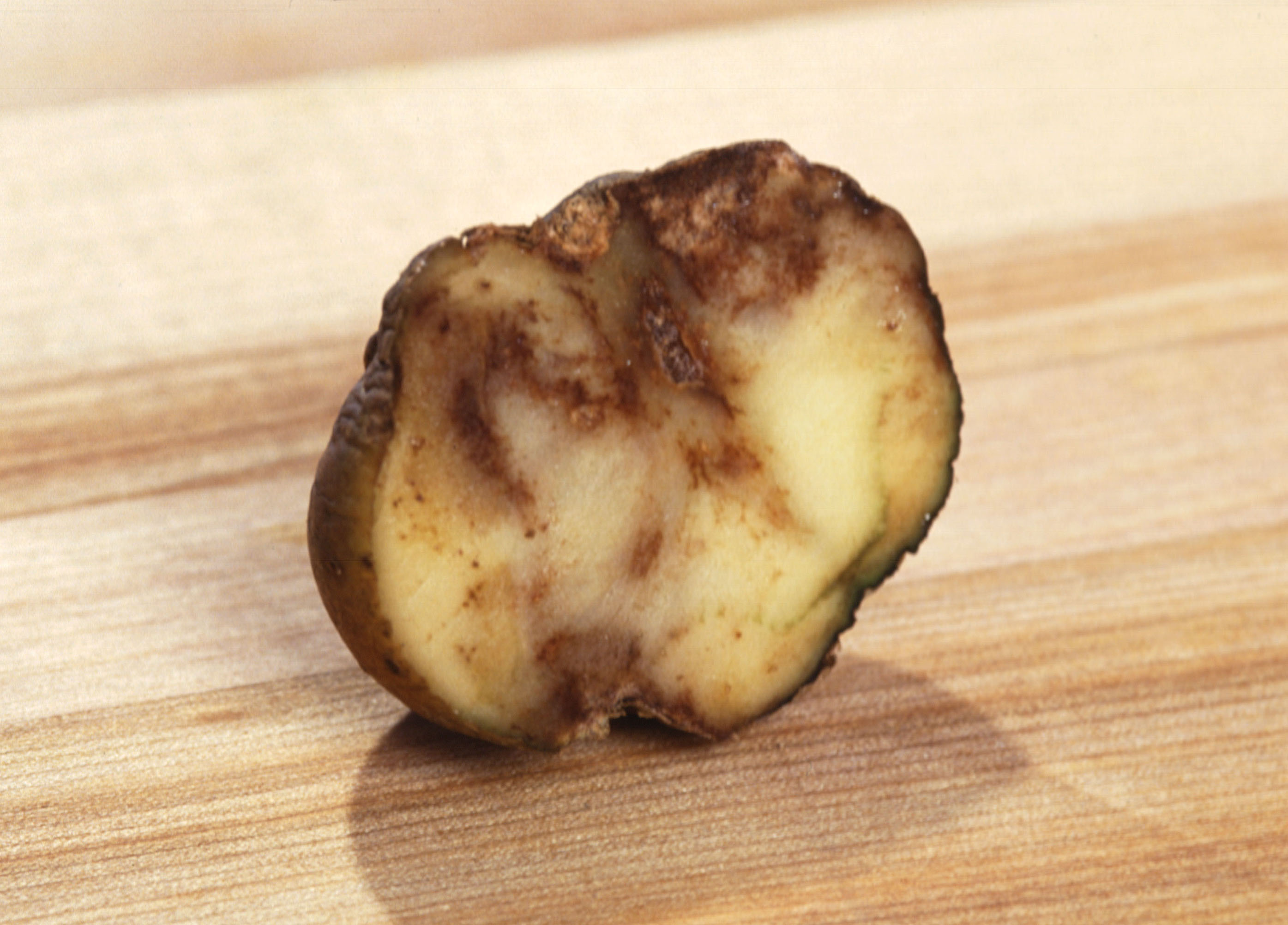
Una patata infectada amb podriment negre, que mostra símptomes típics de podridura.

La causa immediata de la fam fou una plaga de la patata que va infectar els cultius de patates a tot Europa durant la dècada del 1840, que provocà 100.000 morts addicionals fora d'Irlanda i va influir en bona part dels disturbis de les generalitzades revolucions europees de 1848. A partir de 1846, l'impacte de la plaga va ser agreujat per la política econòmica del govern britànic Whig de capitalisme laissez-faire. Les causes llunyanes inclouen el sistema d'absentisme dels propietaris i la dependència d'un sol cultiu.
La fam fou un moment d'inflexió en la història d'Irlanda, que va formar part del Regne Unit de la Gran Bretanya i Irlanda, la capital del qual era Londres, des del 1801 al 1922. La fam i els seus efectes van canviar permanentment el paisatge demogràfic, polític i cultural de l'illa; produí uns 2 milions de refugiats i provocà un descens de la població durant un segle. Tant per als irlandesos nadius com per als de la diàspora resultant, la fam va entrar a la memòria popular. Les tenses relacions entre molts irlandesos i el seu govern britànic van empitjorar encara més a causa de la fam, augmentaren les tensions ètniques i sectàries i impulsaren el nacionalisme i el republicanisme tant a Irlanda com entre els emigrants irlandesos d'arreu del món. El documentalista anglès John Percival va dir que la fam "es va convertir en part de la llarga història de traïció i explotació que va provocar el creixent moviment per la independència a Irlanda". L'estudiós Kirby Miller assenyala el mateix punt. En anglès, existeix un debat pel que fa a la nomenclatura de l'esdeveniment, si s'utilitza el terme "Famine" (Fam), "Potato Famine" (Fam de la patata) o "Great Hunger" (Gran Fam), l'últim dels quals alguns creuen que recull amb més precisió la complicada història de l'època.
La plaga de la patata va tornar a Europa el 1879, però, en aquest moment, la Guerra de la Terra (un dels moviments agraris més grans que es va produir a l'Europa del segle xix) havia començat a Irlanda. El moviment, organitzat per la Lliga de la Terra, va continuar la campanya política a favor de les Tres F. que va ser dictada el 1850 per la Tenant Right League durant la Gran Fam. Quan la plaga de les patates va tornar a Irlanda durant la fam de 1879, la Lliga va boicotejar "els propietaris notoris" i els seus membres van bloquejar físicament els desnonaments dels agricultors; la consegüent reducció del nombre de persones sense llar i l'enderroc d'habitatges va provocar una reducció dràstica del nombre de morts.

## Causes i factors que contribuïren a la fam
Des de 1801 Irlanda es regia per l'Acta d'Unió de 1800, com a part del Regne Unit de la Gran Bretanya i Irlanda. El poder executiu estava en mans del lord tinent d'Irlanda i del secretari en cap per a Irlanda, tots dos nomenats en el càrrec pel govern britànic. Irlanda enviava 105 diputats a la Cambra dels Comuns del Regne Unit, i els representants irlandesos triaven, d'entre ells, 28 membres per ocupar un càrrec vitalici a la Cambra dels Lords. Entre 1832 i 1859, el 70% dels representants irlandesos eren terratinents o fills de terratinents.
En els 40 anys posteriors a la unió, els successius governs britànics es van enfrontar amb els problemes de governar un país que tenia, com va declarar Benjamin Disraeli el 1844, "una població famolenca, una aristocràcia absent, una Església protestant aliena, i, a més, l'executiu més feble del món". Un historiador va calcular que, entre 1801 i 1845, hi va haver 114 comissions i 61 comitès especials que visitaren l'estat d'Irlanda, i que "tots sense excepció, profetitzaven un desastre; Irlanda estava a punt de morir de fam, la seva població augmentava ràpidament, tres quartes parts dels seus treballadors estaven l'atur, les condicions dels habitatges eren terribles i el nivell de vida era increïblement baix". Això contrastava amb la metròpoli britànica, que havia començat a gaudir de la prosperitat moderna de l'època victoriana i l'era industrial. Les lleis contra l'educació catòlica i la tinença de la terra van fer impossible aquest progrés a Irlanda, fins que el codi penal va ser abolit 50 anys després de la fam, però la recuperació de l'economia era lenta, perquè les famílies terratinents continuaven amb les seves propietats.

### Terratinents i propietats
L'emancipació catòlica es va aconseguir el 1829. Els catòlics eren aproximadament el 80% de la població, i la majoria vivien en condicions de pobresa i inseguretat. Al capdamunt de la piràmide social hi havia la classe ascendent protestant, les famílies angleses i angloirlandeses, que posseïen la major part de la terra, i que tenien un poder il·limitat sobre els seus dominis. Algunes d'aquestes propietats eren vastes: per exemple, el comte de Lucan posseïa 24.000 hectàrees. Molts d'aquests terratinents vivien a Anglaterra i eren anomenats "l'aristocràcia absent". Utilitzaven agents per gestionar les seves finques i els beneficis eren enviats a Anglaterra.Una bona part d'ells no anava mai a Irlanda. Pagaven salaris mínims per plantar o criar bestiar per a l'exportació.
El 1843, el govern britànic va considerar que la qüestió de la terra era la principal causa dels problemes del país, i es va crear una Comissió Reial, dirigida pel comte de Devon, per fer una investigació sobre les lleis sobre l'ocupació de terres a Irlanda. Daniel O'Connell va descriure la comissió com a totalment esbiaixada, formada només per terratinents. Al febrer de 1845, Devon va informar que era "impossible descriure adequadament les dificultats que patien els treballadors irlandesos i les seves famílies... en molts districtes el seu únic aliment eren les patates, i la seva única beguda l'aigua".... les seves barraques amb prou feines protegien de la intempèrie... el llit o la manta era un luxe... i en gairebé totes, els seus porcs i munts d'excrements eren la seva única propietat". Els comissionats conclogueren que no podien "abstenir-se d'expressar el nostre fort sentit de la resistència pacient que les classes treballadores han exhibit davant de sofriments, creiem, més grans que els que la gent de qualsevol altre país d'Europa ha de suportar."
La Comissió va declarar que les males relacions entre el propietari i l'arrendatari eren les responsables principals. No existia la lleialtat hereditària, el vincle feudal o la tradició mitigadora del paternalisme que existia a Gran Bretanya, ja que l'aristocràcia angloirlandesa que va suplantar l'aristocràcia gaèlica al segle XVII era d'una religió diferent i més recent. El 1800, el 1er comte de Clare observava dels terratinents que "la confiscació és el seu títol comú".
Segons l'historiador Cecil Woodham-Smith, els terratinents consideraven la terra com una font d'ingressos, de la qual calia extreure'n el màxim possible. Amb la pagesia "expressant el seu disgust amb una indignació tranquil·la" (en paraules del comte de Clare), els terratinents consideraven en gran manera el camp com un lloc hostil on viure. Alguns terratinents només visitaven les seves propietats una o dues vegades a la vida, si és que ho feien.Les rendes d'Irlanda es gastaven generalment a altres llocs; es calcula que el 1842 es van enviar fora d'Irlanda 6.000.000 de lliures.
Durant el segle xviii es va crear un nou sistema de negociació amb els terratinents, el sistema dels "intermediaris". Això garantia als propietaris un flux continu d'ingressos, i els eximia de qualsevol responsabilitat; l'arrendatari, però, era objecte d'humiliació per part de l'intermediari. Foren descrits per la comissió com a "taurons terrestres", "xuclasangs", els "tirans més opressors que van ajudar a destruir el seu propi país".
L'intermediari llogava grans quantitats de terra als propietaris amb una tarifa plana, que es fixava segons el seu criteri. A continuació, dividien aquesta terra en diverses parcel·les petites per augmentar la quantitat de renda que es podia obtenir, un sistema conegut com a germinació. Els llogaters podien ser desallotjats per motius com l'impagament de les rendes, que eren molt elevades, o la decisió del propietari de la terra de criar ovelles en lloc de cultivar cereals. L'arrendatari pagava la renda treballant per al propietari de la terra.
Les millores realitzades a les propietats passaven automàticament a ser propietat dels terratinents en finalitzar el contracte, cosa que desincentivava les millores. Els llogaters no tenien seguretat de tinença i podien ser desallotjats en qualsevol moment. Aquesta classe d'arrendataris constituïa la majoria dels camperols a Irlanda, excepte a l'Ulster, on existia una pràctica coneguda com a "dret del llogater", anglès: 'Tenant-right', per la qual els arrendataris eren compensats per les millores realitzades a la propietat per ells. Els comissionats van dir, segons Woodham-Smith, que “la superior prosperitat i tranquil·litat de l'Ulster, comparada amb la de la resta d'Irlanda, es devia al dret dels arrendataris”.
Els propietaris d'Irlanda sovint feien servir els seus poders sense cap mena de compunció, i els llogaters vivien amb por d'ells. Woodham-Smith escriu que, en aquestes circumstàncies, "la indústria i l'empresa es van extingir i es va crear una pagesia que era una de les més indigents d'Europa".

### Llogaters, subdivisions i fallides
El 1845, el 24% de totes les granges d'arrendataris irlandesos tenien entre 0,4 i 2 hectàrees, mentre que el 40% oscil·lava entre 2 i 6 hectàrees. Les propietats eren tan petites que només podien conrear patates, ja que cap altra plantació donava prou rendiment per mantenir una família. El govern britànic sabia que just abans de la Gran Fam la pobresa estava tan estesa que un terç de tots els petits agricultors ni tan sols podien mantenir les seves famílies, després de pagar el lloguer, excepte amb els ingressos com a mà d'obra migrant estacional a Anglaterra i Escòcia. Després de la fam, es van fer reformes que prohibien la divisió de terres fins a una certa mida.
El cens de 1841 mostrava una població de només 8 milions, dels quals dos terços depenien de l'agricultura per a la seva subsistència, però poques vegades rebien un salari per treballar. Havien de treballar per als seus propietaris a canvi del tros de terra que necessitaven per cultivar prou aliments per a les seves pròpies famílies. Aquest sistema obligava als irlandesos a practicar la monocultura, ja que només la patata es podia conrear en quantitat suficient per satisfer les necessitats nutricionals d'una família sencera. El dret a un tros de terra podria ser la diferència entre la vida i la mort a Irlanda a principis del segle xix.

### Dependència de la patata

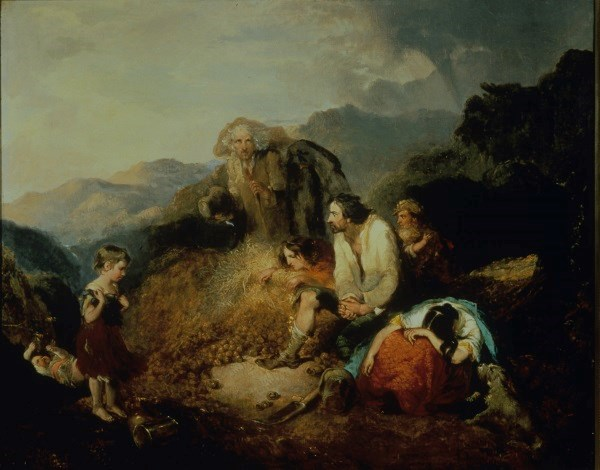
Una família de camperols irlandesos descobrint la plaga del seu conreu per l'artista de Cork Daniel MacDonald, c. 1847

La patata fou introduïda a Irlanda com un planta ornamental de la noblesa. La patata no era popular al principi; tanmateix, després d'una campanya de promoció inusual que va comptar amb el suport de terratinents i membres de la reialesa, que volien que els seus llogaters plantessin i mengessin el cultiu, va augmentar en popularitat. A finals del segle xvii, s'havia generalitzat com a aliment suplementari més que com a principal; la dieta principal encara es basava en mantega, llet i cereals.
Amb l'"expansió de l'economia" entre 1760 i 1815 a causa de les Guerres Napoleòniques (1805-15), que havien augmentat la demanda d'aliments a Gran Bretanya, el conreu va augmentar fins a tal punt, que cada cop hi havia menys terra per als petits agricultors, i la patata va ser adoptada principalment pel poble pla a causa del seu ràpid creixement en un espai relativament petit. Cap al 1800, per a un de cada tres persones, la patata s'havia convertit en un aliment bàsic, especialment a l'hivern. Finalment, es va convertir en un element bàsic durant tot l'any per als agricultors. La dependència generalitzada d'aquest únic cultiu i el fet que una proporció desproporcionada de les patates cultivades a Irlanda fossin d'una única varietat, l'Irish Lumperés a dir, la manca de variabilitat genètica entre les plantes de patata a Irlanda i Europa, van ser dues de les raons per les quals l'aparició del Phytophthora infestans va tenir efectes tan devastadors a Irlanda i en zones similars d'Europa.

### La plaga de la patata a Irlanda
Abans de l'arribada a Irlanda de la Phytophthora infestans, només hi havia dues malalties principals de la planta de patata. Un era coneguda com a 'dry rot' i l'altra era un virus conegut popularment com a 'curl'.

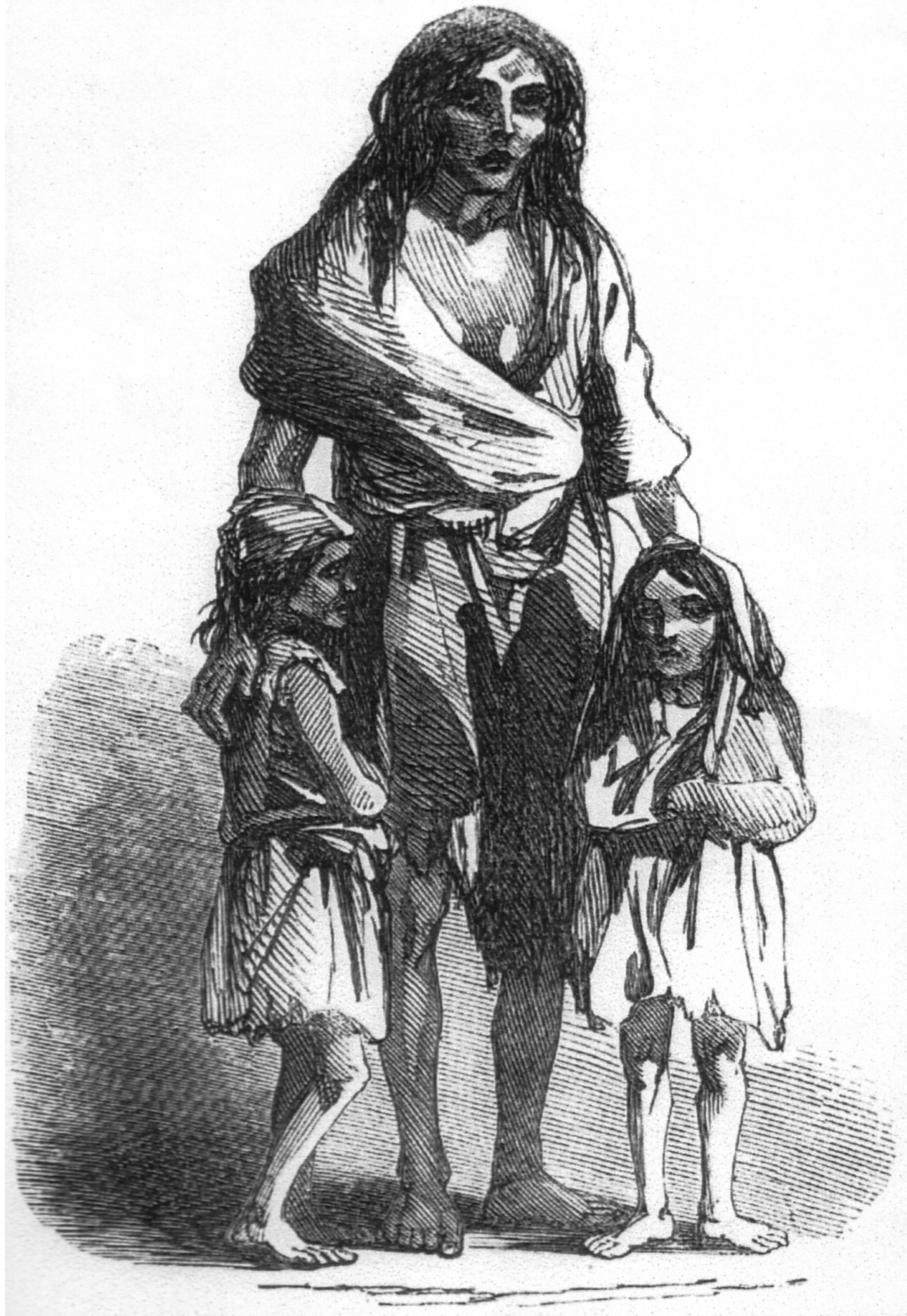
Retrat de Bridget O'Donnell i els seus dos fills durant la fam el 1849.

En el cens d'Irlanda de 1851 realitzat pels comissaris, des del 1728 es van observar 24 fracassos de la collita de patates, amb diferents graus de gravetat. Les males collites generals, causades per malalties o gelades, es van registrar els anys 1739, 1740, 1770, 1800 i 1807. El 1821 i 1822, la collita de patates va fallar a Munster i Connaught. El 1830 i el 1831, Mayo, Donegal i Galway van patir igualment. El 1832, 1833, 1834 i 1836, la podridura seca i el curl van causar greus pèrdues, i el 1835 la patata va fallar a l'Ulster. Es van produir males collites generalitzades a Irlanda el 1836, 1837, 1839, 1841 i 1844. Segons Woodham-Smith, "la falta de fiabilitat de la patata era un fet acceptat a Irlanda".
No se sap amb certesa quan i com va arribar la plaga Phytophthora infestans a Europa, però segons P.M.A. Bourke, certament la plaga no estava present abans de 1842, i probablement va arribar el 1844. Almenys una de les fonts d'infestació suggereix com el lloc d'origen la regió dels Andes, en particular el Perú. La plaga devia arribar a Europa en vaixells que transportaven guano, que s'utilitzava com a fertilitzant a Europa.
El 1844, els diaris irlandesos van publicar informes sobre la malaltia que havia estat atacant els cultius de patates a les Amèriques durant dos anys. Segons James Donnelly, una font probable va ser l'est dels Estats Units, on el 1843 i el 1844 la plaga va arrasar els cultius de patates, cosa que suggereix que els vaixells de Baltimore, Filadèlfia o Nova York podrien haver portat la malaltia als ports europeus. W.C. Paddock suggereix que es va transportar amb patates utilitzades per alimentar els passatgers dels vaixells d'immigrants.
Quan es va introduir la plaga, es va estendre ràpidament. A finals d'estiu i principis de tardor de 1845, havia arribat a Europa central. Bèlgica, els Països Baixos, el nord de França i el sud d'Anglaterra a mitjans d'agost estaven afectats.
El 16 d'agost, el Gardeners' Chronicle and Horticultural Gazette va publicar un article que descrivia una plaga de caràcter inusual a l'illa de Wight. Una setmana més tard, el 23 d'agost, es va informar que una malaltia espantosa havia aparegut als camps de patates... a Bèlgica es deia que els camps estaven desolats. No hi ha una sola mostra sana al mercat de Covent Garden... Pel que fa a una cura per a aquesta malaltia, no n'hi ha... Aquests articles es van publicar àmpliament als diaris irlandesos. El 13 de setembre,] el Gardeners' Chronicle va fer un anunci dramàtic: Hem aturat la premsa amb gran pesar per informar que la malaltia ha estat declarada inequívocament a Irlanda. El govern britànic és optimista malgrat això sobre les properes setmanes.
La pèrdua de collita el 1845 es va estimar entre el 50% i un terç. El comitè de la House of Mansion de Dublín, al qual s'adreçaven centenars de cartes d'arreu d'Irlanda, va declarar el 19 de novembre de 1845 que sens dubte s'havia destruït més d'un terç de tota la producció de patata.
El 1846 tres quartes parts de les collites es van perdre a causa de la plaga. Al desembre, un terç d'un milió de persones indigents estaven emprades en obres públiques. Segons Cormac Ó Gráda, el primer brot de la plaga va causar penúries considerables a les zones rurals d'Irlanda a la tardor de 1846, i es van registrar les primeres morts per fam. L'any 1847 les patates per sembrar eren escasses i poques van germinar, de manera que la fam va continuar. El 1848, la productivitat era només dos terços de la normal. Més de 3 milions d'irlandesos depenien de les patates per menjar, de manera que la fam i la mort eren inevitables.

## Reacció a Irlanda
La Corporació de Dublín va enviar un memorial a la reina Victòria, on li pregava que "convoqués el Parlament abans d'hora" (el Parlament estava en recés en aquell moment) i recomanava la requisa de diners per a obres públiques, especialment ferrocarrils, a Irlanda. El Consell de la Vila de Belfast es va reunir i va fer suggeriments similars, però cap associació va demanar caritat, segons Mitchell. "Van exigir que, atès que Irlanda era efectivament una part integral del regne, els comptes units d'ambdues illes s'havien d'utilitzar, no per a la caritat, sinó per oferir ocupació en obres públiques d'ús comú". L'opinió de Mitchel era que "si Yorkshire i Lancashire a Anglaterra haguessin patit una calamitat semblant, sens dubte aquestes mesures s'haurien pres, de manera ràpida i lliure".
Un consell de ciutadans de Dublín, inclòs Augustus FitzGerald, Valentine Lawless i Daniel O'Connell, s'adreçaren al lord tinent d'Irlanda, Lord Heytesbury, i van oferir suggeriments, com ara obrir ports als cereals importats durant un temps, aturar la destil·lació de gra o promocionar el públic. Això era extremadament urgent, ja que milions de persones aviat es quedarien sense menjar. Lord Heytesbury els va assegurar que això "era prematur" i els va demanar que no s'alarmessin, que s'havien enviat experts (Playfair i Lindley) des d'Anglaterra per verificar aquests fets, i que els inspectors informaven constantment dels seus districtes, i no hi havia cap imminent. pressió sobre els mercats. D'aquests informes de Lord Haytesbury, Peel, en una carta a Sir James Graham, va dir que la notícia era alarmant, però va recordar que, segons Woddham-Smith, "sempre hi ha una tendència que les notícies siguin exagerades a Irlanda".
El 8 de desembre de 1845 Daniel O'Connell, cap de la Repeal Association va proposar diversos remeis per a l'imminent desastre. Una de les primeres coses que va suggerir va ser la introducció del "Dret de l'arrendatari" tal com es practicava a l'Ulster, amb la qual cosa es donava al propietari una renda generosa, però es compensava l'arrendatari pels diners que hagués gastat a la terra per millorar-la.
O'Connell va assenyalar les accions preses pels òrgans legislatius belgues durant la mateixa temporada, ja que també havien estat afectada per la plaga: tancar els seus ports contra l'exportació de provisions i obrir-los a les importacions. Va suggerir que, si Irlanda tingués un parlament nacional, es podrien obrir els ports i els abundants cultius plantats a Irlanda anirien als irlandesos, com havia fet el parlament de Dublín durant l'escassetat d'aliments de la dècada del 1780. O'Connell sostenia que només un parlament irlandès proporcionaria menjar i ocupació a la gent. Va dir que la derogació de l'Acta d'unió era una necessitat i l'única esperança d'Irlanda.

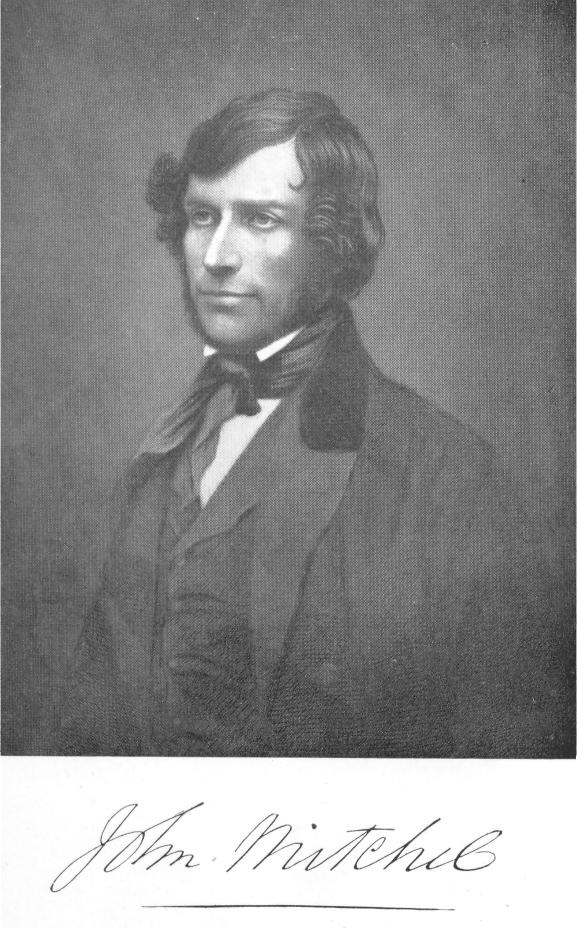
John Mitchel.

John Mitchell, un dels principals escriptors polítics d'Irlanda, a mitjans de 1844 al diari irlandès The Nation, va plantejar el tema de la "malaltia de la patata" a Irlanda, i va assenyalar com de poderosa era la fam en certes revolucions.. El 14 de febrer de 1846, va revelar les seves opinions sobre "la manera molt oberta en què s'estava gestant la fam", i va preguntar per què el govern ni tan sols tenia una concepció que aviat "milions d'éssers humans a Irlanda no tindrien res per menjar".
El 28 de febrer, escrivint sobre el pla d'ajuda que es votava a la Cambra dels Lords, va assenyalar que aquest tipus de projectes no es veurien obstaculitzats. En la seva opinió, però, el govern diferiria sobre com hauria d'alimentar la població irlandesa".
A l'article "English rule" del 7 de març de 1846, Mitchell va publicar que el poble irlandès "esperava la fam dia rere dia" i col·lectivament l'atribuïa no tant "al govern del Cel com a la cobdícia i la política cruel d'Anglaterra". Continuava dient, en el mateix article, que la gent "creia que la permanència mentre continuava no era altra cosa que la rapacitat d'Anglaterra; que els seus fills no podien seure a causa de la fam, però veien l'urpa voraç d'Anglaterra al seu plat". La gent, deia Mitchell, veia"el seu menjar podrir-se a la faç de la terra", tot mentre miraven com "pesats vaixells, carregats de blat de moro que les seves pròpies mans plantaven i collien, embarcaven cap a Anglaterra".
Aleshores, Mitchell va escriure sobre una de les primeres representacions populars de la fam, The Last Conquest of Ireland (Perhaps) el 1861, i va establir la visió popular a Irlanda que el tractament de la fam dels britànics era l'assassinat deliberat dels irlandesos. Per això va ser processat per sedició, però va ser absolt pel jurat. Després va ser processat de nou per traïció i condemnat a un exili de 14 anys a les Bermudes.
El periòdic irlandès The Nation, segons Charles Gavan Duffy, va insistir que un dels remeis que la resta d'Europa havia pres en temps de desesperació era mantenir tots els aliments produïts al país, per alimentar la pròpia gent.
Irlanda era, segons l'Acta de la Unió de 1801, una part integral de l'Imperi Britànic, "l'imperi més ric del planeta" i "la part més fèrtil de l'imperi". I tanmateix, els representants electes d'Irlanda semblaven impotents per actuar en nom del país al Parlament britànic. Comentant això, John Mitchell va escriure: "Es deia que l'illa pertanyia a l'Imperi més ric del planeta... podria perdre en cinc anys dos milions i mig de la seva pròpia població (més d'una quarta part) per fam, fam. malalties i emigració per escapar de la fam...”.
El període de la plaga de la patata a Irlanda, del 1845 al 1851, va estar ple d'enfrontaments polítics. El moviment de masses de la Repeal Association va declarar que l'Acta d'Unió havia fracassat en els seus objectius. El grup més radical, Jove Irlanda, es va separar de la Repeal Association i va intentar una rebel·lió armada el 1848, que fracassaria.

## Resposta del govern

### Reacció del govern de Robert Peel

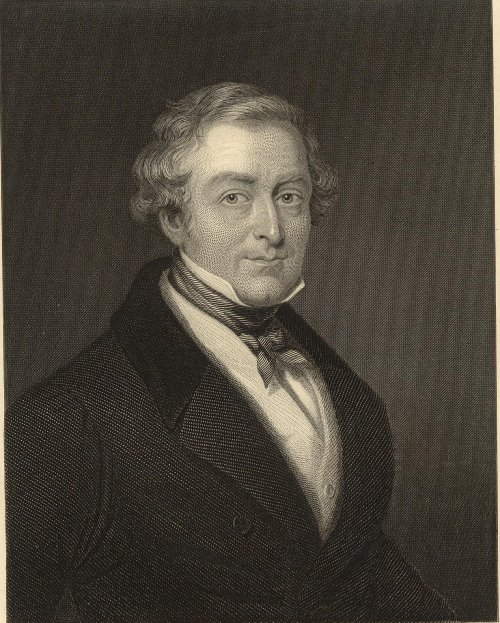
Robert Peel

L'historiador Francis Lyons va caracteritzar la resposta inicial del govern britànic a la fase inicial i menys severa de la fam com a "ràpida i relativament reeixida". Davant la falla generalitzada de les collites a la tardor de 1845, el cap del govern, Sir Robert Peel, va comprar en secret als Estats Units 100.000 lliures de blat de moro i farina de blat de moro. Baring Bros & Co va actuar com a agent del govern. El govern esperava que això no servis per desanimar els intents privats d'ajudar. A causa de les condicions meteorològiques, els primers vaixells no van arribar a Irlanda fins a principis de febrer de 1846.
Aquest blat de moro es venia després per un centau. Els enviaments inicials eren de grans secs no mòlts, però els pocs molins irlandesos en funcionament no estaven equipats per a la mòlta de blat de moro i s'havia d'adoptar un procés de mòlta llarg i complicat abans de poder distribuir el menjar. A més, abans que es pogués consumir la farina de blat de moro, s'havia de cuinar "molt" de nou, o menjar-la podria provocar greus problemes intestinals. A causa del seu color groc, i de la impopularitat inicial, va passar a ser conegut com "el sofre de Peel". El 1846 Peel va abolir les lleis del blat, aranzels que mantenien el preu artificialment alt. La situació de fam va empitjorar l'any 1846 i el final d'aquesta llei va ajudar poc els irlandesos. I això va dividir encara més el Partit Conservador, i donà lloc a la caiguda de Peel. Al març, Peel va crear un programa d'obres públiques, però es va veure obligat a dimitir el 29 de juny. Peel es va veure obligat a dimitir com a primer ministre el 29 de juny, i el líder whig, Lord John Russell, es va convertir en primer ministre.

### Reacció del govern de John Russell

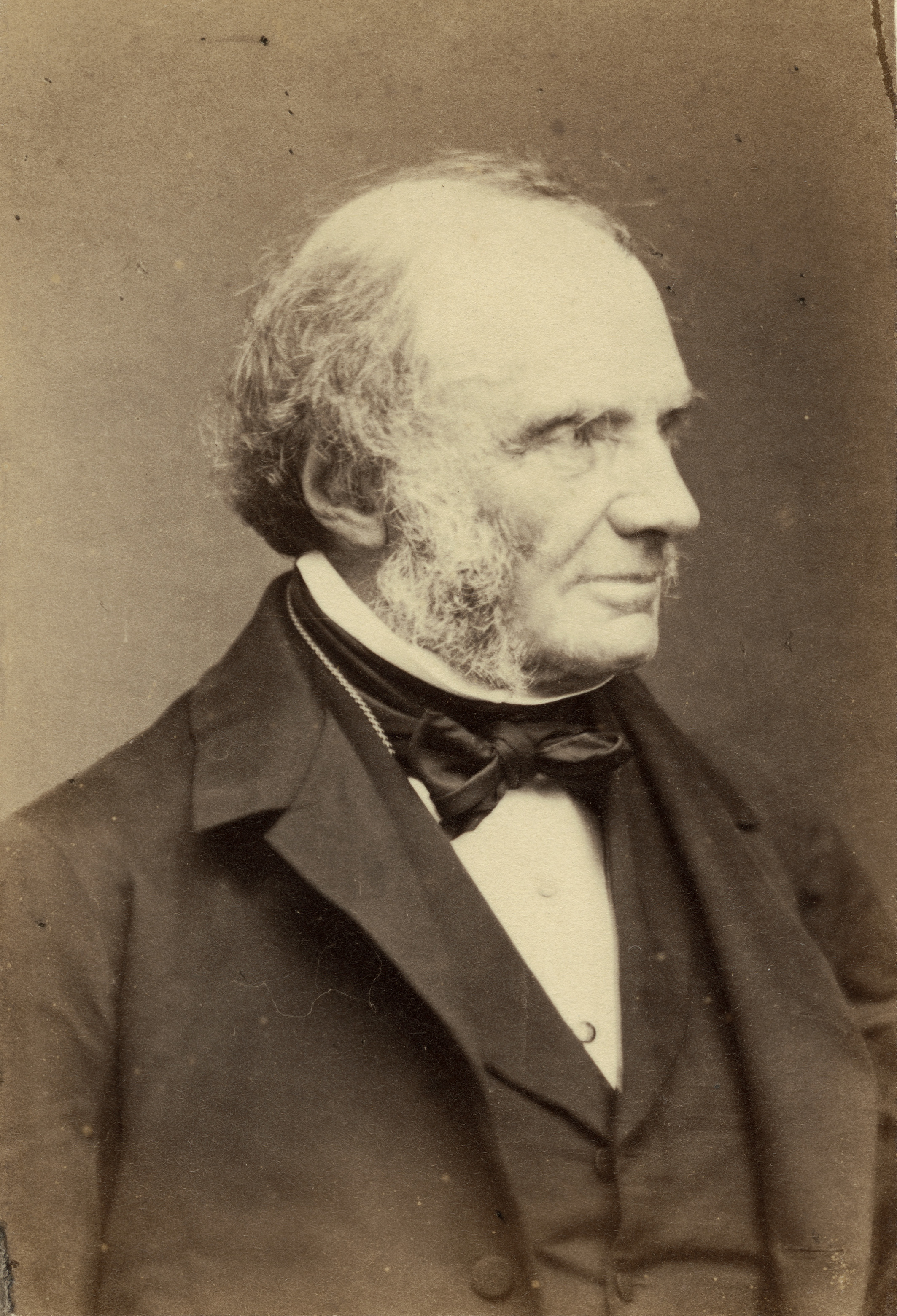
John Russell

Els actes del successor de Peel, Lord John Russell, resultarien comparativament inadequats a mesura que la crisi empitjorava. Russell va introduir diversos projectes públics, que al desembre de 1846 donaven feina a mig milió d'irlandesos i es van demostrar impossibles d'administrar. Sir Charles Trevelyan, que era l'encarregat d'administrar l'ajuda del govern a les víctimes de la fam, en realitat limitava l'ajuda, en creure que "el judici de Déu havia enviat aquesta calamitat per donar una lliçó als irlandesos". Per aquesta política, va ser "honorat" a la cançó popular irlandesa The Fields of Athenry. Els projectes públics estaven ordenats estrictament perquè fossin improductius, és a dir, no generarien fons per pagar les seves pròpies despeses. Centenars de milers d'homes malalts i famolencs, segons John Mitchell, es van mantenir fent forats, trencant carreteres, tota activitat inútil.
La nova administració whig durant el govern de Russell, influenciada per la seva creença laissez-faire que el mercat proporcionaria els aliments necessaris, però al mateix temps ignorant les exportacions d'aliments a Anglaterra, després va aturar les obres del govern, i deixà la gent sense feina, diners o menjar. Al gener, el govern va iniciar un programa d'ajuda directa, en part administrat pel sistema anglès de Poor Laws, juntament amb sopes regalades de manera gratuïta. Els costos de les Poor Laws van recaure principalment sobre els propietaris locals, que van intentar alleujar els seus problemes desallotjant els residents arrendataris de les seves terres. Segons James Donnelly, el sistema estava organitzat així a causa de la creença anglesa que la fam irlandesa havia de ser finançada pels rics de la mateixa Irlanda. Foren els terratinents irlandesos que vivien a Anglaterra els que van crear la fam en primer lloc.
La "clàusula Gregory" de les Poor Laws, que deu el seu nom a William H. Gregory, prohibia a qualsevol persona que posseís almenys un quart d'acre de rebre ajuda. A la pràctica, això significava que si un pagès, després d'haver venut tots els seus productes per pagar el seu lloguer i impostos, es veuria reduït, com milers en la mateixa situació, a demanar ajuda, però sense rebre res fins que primer hagués lliurat tota la seva terra al propietari. Segons aquesta regla, Mitchell va escriure que "només s'havia d'alimentar el gandul sa: si intentava estirar una arada de terra, es moriria". Aquest senzill mètode d'expulsió s'anomenava "passar pobres per la casa de treball": un home entrava, un pobre en sortia.
 Aquests factors es van combinar per expulsar milers de persones de la terra: 90.000 el 1849, i 104.000 el 1850.

### Exportació d'aliments a Anglaterra
Els registres mostren que els irlandesos exportaven aliments fins i tot durant la fam. Quan Irlanda va patir una fam el 1782-1783, els ports es van tancar per mantenir el menjar irlandès a l'illa. Els preus locals van augmentar. Els comerciants es van queixar, però el govern va dispersar totes les protestes. Això no va passar a la dècada de 1840.
L'historiador Cecil Woodham-Smith va escriure a The Great Hunger; Ireland 1845–1849, que cap problema ha provocat tanta ira i relacions amargues entre Anglaterra i Irlanda "com el fet indiscutible que es van exportar grans quantitats d'aliments d'Irlanda a Anglaterra durant tot el període, quan el poble d'Irlanda moria de fam".
Christine Kinealy, de la Universitat de Liverpool, autora de dos articles sobre la fam,, Irish Famine: This Great Calamity i A Death-Dealing Famine, va publicar que les exportacions de bestiar irlandès (excepte els porcs) van augmentar realment durant la fam. El menjar s'enviava sota escorta des de parts del país afectades per la fam. Tanmateix, els pobres no es podien permetre el luxe de comprar aliments, i el govern no va prohibir les exportacions.

## Caritat

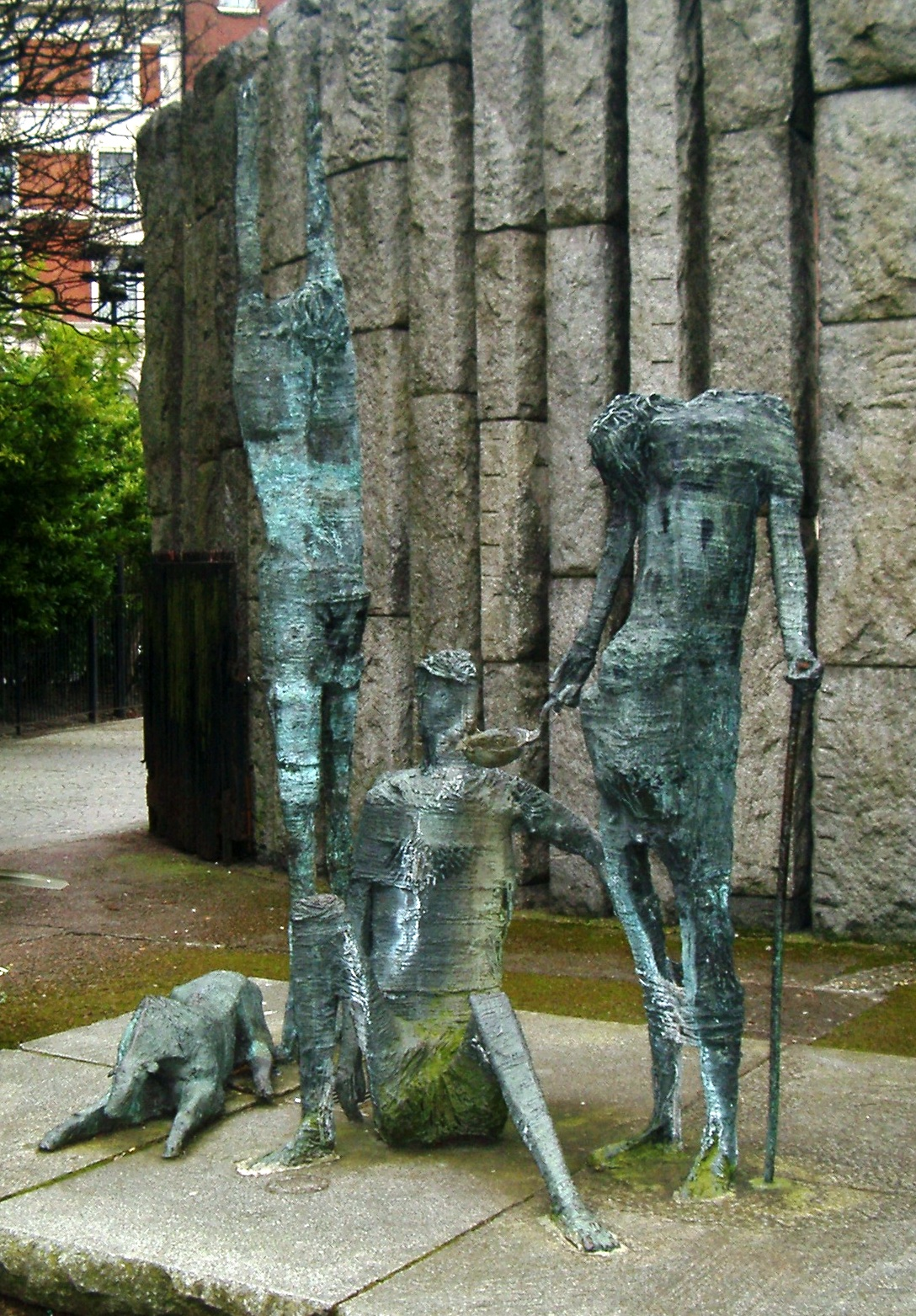
Famine Memorial (1967) d'Edward Delaney, a Saint Stephen's Green a Dublín.

William Smith O'Brien, parlant sobre la caritat de la Repeal Association el febrer de 1845, va aplaudir el fet que el sentiment universal sobre el tema era que la caritat anglesa no seria acceptada. O'Brien va expressar l'opinió que els recursos del país eren més que suficients per mantenir adequadament la població i fins que aquests recursos no s'haguessin esgotat, esperava que ningú a Irlanda es "degradés" demanant ajuda a Anglaterra.
Les organitzacions benèfiques van donar grans sumes de diners; els diners recaptats incloïen contribucions dels soldats irlandesos que serveixen allí i dels irlandesos empleats per la Companyia Britànica de les Índies Orientals. El papa Pius IX va enviar fons, i la reina Victòria va donar 2000 lliures.
El quàquer Alfred Webb, un dels molts voluntaris a Irlanda en aquell moment, va escriure:
| « | Amb la fam va arribar un vast sistema de proselitisme...i una xarxa d'associacions protestants ben intencionades es va estendre per totes les parts més pobres del país, on a canvi de sopa i altres ajuts aplegaven la gent a les seves esglésies i escoles...El moviment va deixar llavors amargues, que encara no han mort, i els protestants, i no sempre excloent els Amics, sacrificaren gran part de la pròpia influència que abans havien tingut... | » |

A més de les organitzacions religioses, també van venir organitzacions no religioses per ajudar les víctimes. La British Relief Association era un d'aquests grups. Fundada el 1847, l'Associació va recaptar diners a Anglaterra, Amèrica i Austràlia. Els seus fons es van beneficiar d'una carta de la reina, la carta de la reina Victòria que demanava diners per alleujar la desesperació a Irlanda. Amb la carta inicial, l'Associació va recaptar 171.533 lliures. Una segona carta, amb menys èxit, es va publicar a finals de 1847. En total, l'Associació va recaptar 200.000 lliures.
Institucions privades com el comitè d'ajuda central de la Societat d'Amics (quàquers) van intentar omplir el buit provocat pel final de l'ajuda governamental fins que es va restablir, malgrat que la burocràcia va frenar la distribució d'aliments.

### Ajuda otomana
El 1845, el sultà de l'Imperi Otomà Abdülmecit va declarar la seva intenció d'enviar 10.000 lliures per donar suport als irlandesos, però la reina Victòria va demanar que el sultà enviés només 1.000 lliures, ja que ella només n'havia enviat 2.000. El soldà va enviar les 1.000 lliures, però secretament també va enviar tres vaixells plens de menjar. Anglaterra va intentar bloquejar els vaixells, però el menjar va arribar a la badia de Drogheda i va ser deixat allí pels mariners otomans.

### Indis americans
L'any 1847, sensibilitzats per la fam irlandesa de 1845-1849, un grup d'indis choctaws va recaptar 710 dòlars i els va enviar per ajudar els homes, dones i nens famolencs de fam d'aquell país. "Només feien setze anys que el poble choctaw havia marxat pel Camí de les Llàgrimes, i també es va enfrontar a la fam... Va ser un gest increïble. Segons els estàndards actuals, seria com un milió de dòlars", segons Judy Allen, editora en cap del diari de la nació choctaw Bishinik. Amb motiu del 150è aniversari de l'esdeveniment, vuit irlandesos van recórrer el Camí de les Llàgrimes, i la donació va ser celebrada per la presidenta irlandesa Mary Robinson.

## Desnonaments

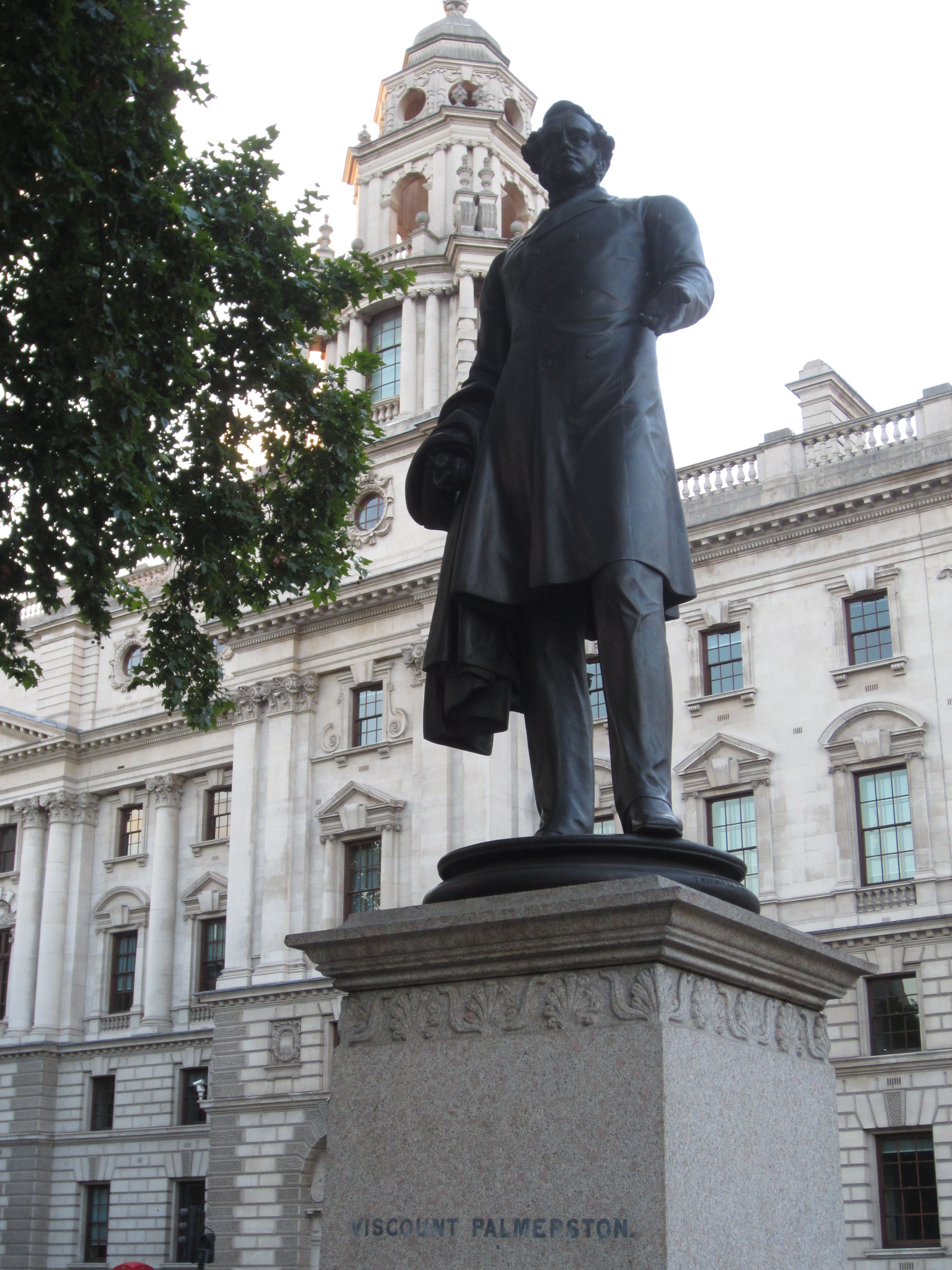
Lord Palmerston, llavors secretari d'Afers Exteriors britànic, va desallotjar uns 2.000 dels seus arrendataris.

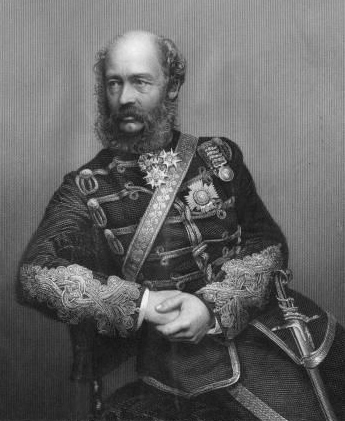
George Bingham, 3r comte de Lucan

Els terratinents eren responsables de pagar les quotes de cada arrendatari amb rendes inferiors a 4 lliures a l'any. Els terratinents que tenien les seves terres plenes d'arrendataris pobres aviat es van trobar amb grans deutes amb el govern per les quotes. Aleshores van començar a treure els arrendataris pobres de les seves petites propietats, i a fusionar-les per formar propietats més grans, amb rendes de més de 4 lliures a l'any, la qual cosa va reduir el seu deute. El 1846 hi va haver alguns desnonaments, però els grans desnonaments massius van arribar el 1847. Segons James S. Donnelly Jr.,és impossible determinar quantes persones van ser desallotjades durant els anys de la fam. No va ser fins al 1849 que la policia va començar a comptar els desnonaments de terres, i va registrar prop de 250.000 persones desallotjades oficialment entre 1849 i 1854.
Donnelly considerava que això es trobava per sota de la xifra real, i si s'inclou el nombre de persones pressionades perquè abandonessin "voluntàriament" les seves terres durant tot el període (1846-1854), la xifra superaria sens dubte el mig milió de persones. Tot i que Helen Litton diu que també hi va haver milers de lliuraments "voluntaris", però també assenyala que hi havia molt pocs voluntaris en aquest acte. En alguns casos, els llogaters van ser persuadits d'acceptar una petita suma de diners per abandonar la seva llar, "enganyats, fent-los creure que la workhouse els acolliria".
West Clare va ser una de les pitjors zones per als desnonaments, on els propietaris van expulsar milers de famílies i van enderrocar les seves cabanes irrisòries. El capità Kennedy l'abril de 1848 va estimar que 1.000 cases, amb una mitjana de sis persones per cadascuna, havien estat enderrocades des del novembre. La família Mahon de Strokestown House va desallotjar 3.000 persones el 1847 i encara van poder sopar amb sopa de llagosta.
Després de Clare, la pitjor àrea per als desnonaments fou el comtat de Mayo, que va representar el 10% de tots els desnonaments entre 1849 i 1854. George Bingham, 3r comte de Lucan, que posseïa més de 60,000 acres (240 km2), es trobava entre els pitjors propietaris desnonadors. Se'l citava tot dient que "no criaria pobres per pagar als sacerdots". Després d'haver desallotjat més de 2.000 arrendataris a Ballinrobe, va utilitzar la terra per al pasturatge de bestiar. El 1848 el marquès de Sligo devia 1.650 lliures esterlines a la Westport Union. El marquès també era un propietari que desnonava gent, tot i que deia que procedia selectivament, i només es treia del damunt els ociosos i deshonests. En total, va desnonar al voltant del 25% dels seus arrendataris.
El 1847, el bisbe de Meath, Thomas Nulty, descrivia el seu record personal dels desnonaments en una carta pastoral al seu clergat:
| « | Set-cents éssers humans van ser expulsats de les seves llars en un dia i es van posar a la deriva pel món, per gratificar el capritx d'aquell que, davant Déu i l'home, probablement mereixia menys consideració que l'últim i el més petit d'ells... Les horribles escenes de les quals després en vaig ser testimoni, les hauré de recordar tota la meva vida. Els plors de les dones —els crits, el terror, la consternació dels nens— l'agonia muda d'homes laboriosos honestos— van fer plorar llàgrimes de dolor a tots els que les veien. Vaig veure agents i homes d'una gran policia, obligats a assistir-hi en l'ocasió, plorar com nens en contemplar els cruels sofriments de les mateixes persones a les quals estarien obligats a matar si haguessin ofert la menor resistència. Els terratinents, formant un cercle al voltant —i durant molts quilòmetres en totes direccions— van advertir els seus arrendataris, amb amenaces de la seva venjança directa, contra la humanitat d'estendre a qualsevol d'ells l'hospitalitat d'un sol refugi nocturn... i en poc més de tres anys, gairebé una quarta part d'ells jaien en silenci a les seves tombes. | » |

La població a Drumbaragh, un poble del comtat de Meath, va caure en picat un 67% entre 1841 i 1851; a la veïna Springville, va caure un 54 per cent. Hi havia cinquanta cases a Springville el 1841 i només onze en quedaven el 1871.
Segons Litton, els desnonaments podrien haver tingut lloc abans, però per por de les societats secretes. Tanmateix, ara estaven molt afeblits per la fam. La venjança encara es produïa de tant en tant, amb set terratinents tirotejats, sis morts, durant la tardor i l'hivern de 1847. També van assassinar deu ocupants més de la terra, tot i que sense arrendataris, segons ella.
Una d'aquestes represàlies dels propietaris es va produir a West Roscommon. El "notori" major Denis Mahon va obligar a desallotjar milers dels seus arrendataris abans de finals de 1847, amb una disminució estimada del 60% de la població en algunes parròquies. Va ser assassinat a trets aquell any. A East Roscommon, "on les condicions eren més benignes", el descens estimat de la població va ser inferior al 10%.
Lord Clarendon, alarmat pel nombre de terratinents tirotejats i que això podria suposar una rebel·lió, va demanar poders especials. Lord John Russell no va simpatitzar amb aquesta crida. Lord Clarendon creia que els propis propietaris eren els principals responsables de la tragèdia en primer lloc, i deia que "eés ben cert que als terratinents a Anglaterra no els agradaria que els tirotegessin com llebres i perdius... però tampoc cap propietari a Anglaterra es torna treure cinquanta persones alhora i cremar les seves cases sobre els seus caps, sense donar-los cap provisió per al futur". La Crime and Outrage Act es va aprovar el desembre de 1847 com a compromís i es van enviar tropes addicionals a Irlanda.
La "clàusula Gregory", descrita per Donnelly com una "esmena viciosa a la llei de pobres irlandesa", havia estat una reeixida esmena tory al projecte de llei Whig de socors dels pobres, que es va convertir en llei a principis de juny de 1847, on el seu potencial com a dispositiu de compensació de béns va ser àmpliament reconegut al parlament, tot i que no per avançat. Al principi, els comissaris i inspectors de la llei de pobres veien la clàusula com un instrument valuós per a una administració més rendible dels socors públics, però els inconvenients aviat es van fer evidents, fins i tot des d'una perspectiva administrativa. Aviat els considerarien poc més que assassins des d'una perspectiva humanitària. Segons Donnelly, es va fer evident que la clàusula d'un quart d'acre era "indirectament un instrument de mort".

## Emigració

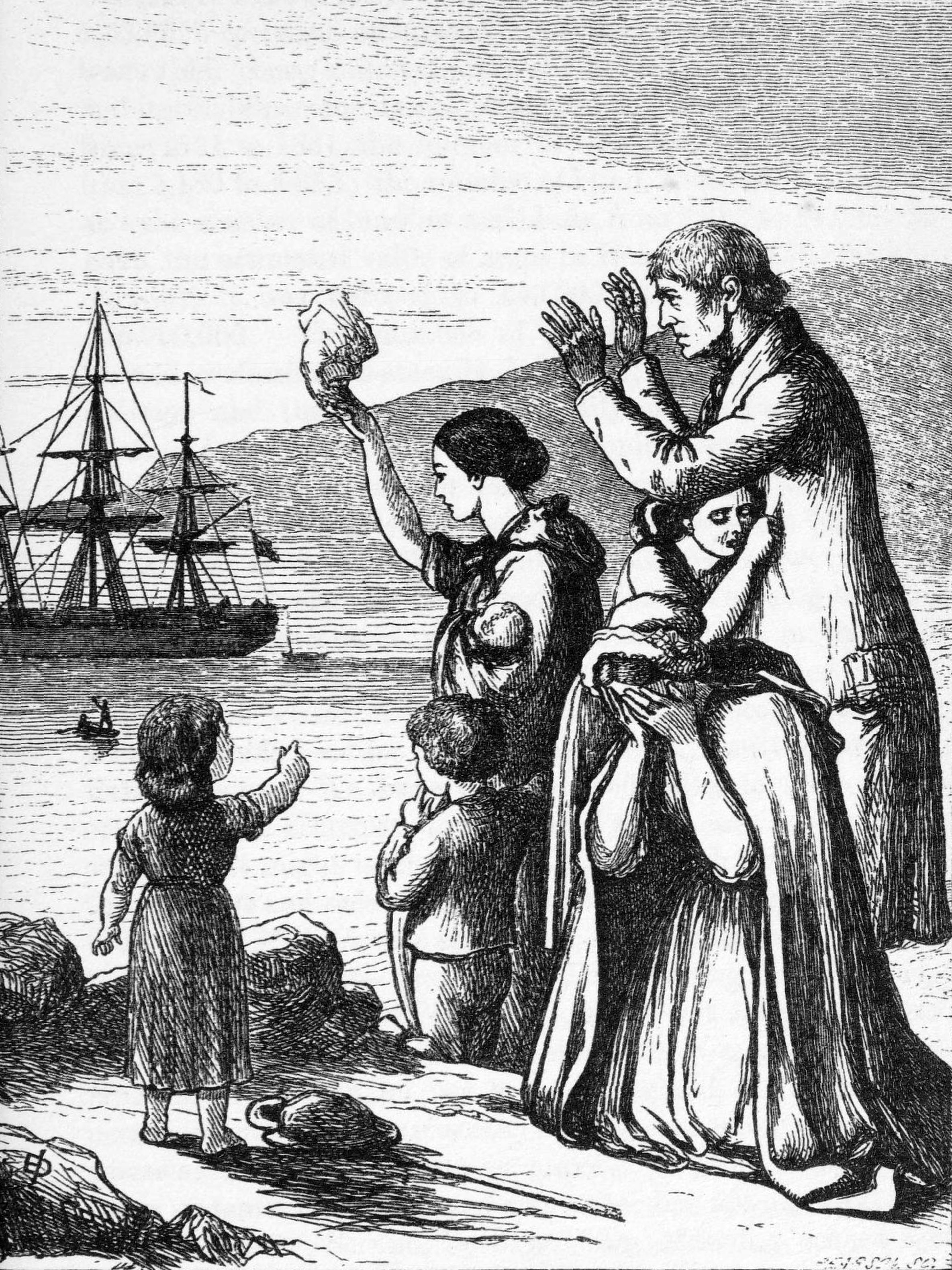
The Emigrants' Farewell, gravat de Henry Doyle (1827–1893), de l'obra de Mary Frances Cusack Illustrated History of Ireland, 1868

Es creu que almenys un milió de persones van emigrar com a conseqüència de la fam. Hi va haver al voltant d'1 milió d'emigrants de llarga distància entre 1846 i 1851, principalment a Amèrica del Nord. El total donat al cens de 1851 és de 967.908. Els emigrants de curta distància, principalment a Gran Bretanya, poden haver estat 200.000 o més.
Tot i que la fam va ser responsable d'un augment significatiu de l'emigració d'Irlanda, del 45% a gairebé el 85% segons l'any i el comtat, no va ser l'única causa. L'inici de l'emigració massiva d'Irlanda es remunta a mitjans del segle xviii, quan unes 250.000 persones van abandonar Irlanda durant un període de 50 anys per establir-se al Nou Món. L'economista irlandès Cormac Ó Gráda calcula que entre 1 milió i 1,5 milions de persones van emigrar durant els 30 anys entre 1815 (quan Napoleó va ser derrotat a Waterloo) i 1845 (quan va començar la Gran Fam). No obstant això, durant el pitjor de la fam, l'emigració va arribar als 250.000 en només un any, i l'oest d'Irlanda fou la regió d'on sortiren la majoria d'emigrants.
Les famílies no emigraren massivament, però sí els membres més joves de les famílies, tant és així que l'emigració gairebé es va convertir en un ritu de pas, com ho demostren les dades que demostren que, a diferència d'emigracions semblants al llarg de la història mundial, les dones emigraven amb la mateixa freqüència, de manera primerenca, i en el mateix nombre que els homes. Els emigrants enviarien remeses (que arribaven a un total de 1.404.000 lliures el 1851) a la família d'Irlanda, la qual cosa, al seu torn, permetia que un altre membre de la seva família marxés.
L'emigració durant els anys de fam del 1845 al 1850 va ser principalment cap a Anglaterra, Escòcia, Gal·les del Sud, Amèrica del Nord i Austràlia. Molts dels que fugien a les Amèriques van utilitzar la línia McCorkell. Una ciutat que va experimentar una afluència especialment forta d'immigrants irlandesos va ser Liverpool, amb almenys una quarta part de la població de la ciutat nascuda a Irlanda el 1851. Això influiria molt en la identitat i la cultura de la ciutat en els propers anys, que es guanyaria el sobrenom de "segona capital d'Irlanda". Liverpool es va convertir en l'únic lloc fora d'Irlanda on es va triar un nacionalista irlandès al parlament quan va escollir T. P. O'Connor el 1885, i el va reelegir contínuament sense oposició fins a la seva mort el 1929. A partir del 2020, s'estima que tres quartes parts de les persones de la ciutat tenen ascendència irlandesa.

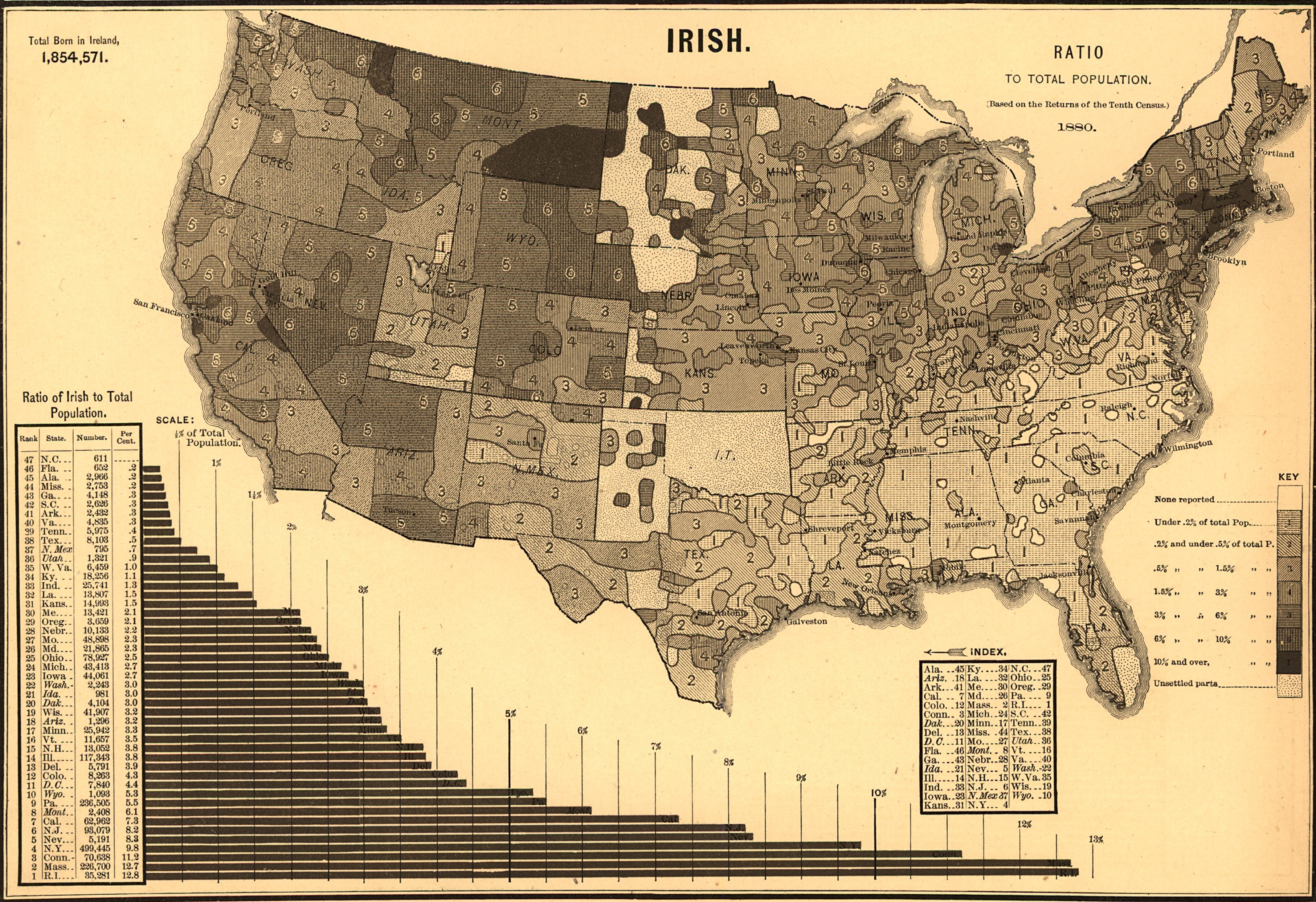
Mapa dels Estats Units que mostra la població irlandesa, 1880

Dels més de 100.000 irlandesos que van navegar cap al Canadà el 1847, s'estima que un de cada cinc va morir per malalties i desnutrició, inclosos més de 5.000 a Grosse Île, una illa del riu Sant Llorenç que solia posar en quarantena els vaixells a prop de la ciutat de Quebec. Els vaixells, amb excés de passatge, mal mantinguts i mal aprovisionats, coneguts com a vaixells taüt, navegaven des de petits ports no regulats de l'oest d'Irlanda en contravenció dels requisits de seguretat britànics, i les taxes de mortalitat eren altes. El cens de 1851 informava que més de la meitat dels habitants de Toronto eren irlandesos i, només el 1847, 38.000 irlandesos van inundar una ciutat amb menys de 20.000 ciutadans. Altres ciutats canadenques com Quebec, Mont-real, Ottawa, Kingston, Hamilton i Saint John també van rebre un gran nombre. El 1871, el 55% dels residents de Saint John eren nadius irlandesos o fills de pares nascuts a Irlanda. A diferència dels Estats Units, Canadà no podia tancar els seus ports als vaixells irlandesos perquè formava part de l'Imperi Britànic, de manera que els emigrants podien obtenir un passatge barat a les bodegues de fusta buides que retornaven.
A Amèrica, la majoria dels irlandesos es van convertir en habitants de la ciutat; amb pocs diners, molts s'havien d'instal·lar a les ciutats on desembarcaven els vaixells en què venien. El 1850, els irlandesos constituïen una quarta part de la població a Boston, la ciutat de Nova York, Filadèlfia i Baltimore.
La fam va marcar l'inici de la despoblació d'Irlanda al segle xix. La població havia augmentat entre un 13 i un 14% durant les tres primeres dècades del segle xix; entre 1831 i 1841, la població va créixer un 5%. L'aplicació de la idea de Thomas Malthus de l'expansió geomètrica de la població, mentre els recursos augmenten aritmèticament, va ser popular durant les fams de 1817 i 1822. A la dècada de 1830, es consideraven massa simplistes, i els problemes d'Irlanda es consideraven "menys com un excés de població que com una manca d'inversió de capital". La població d'Irlanda no augmentava més ràpidament que la d'Anglaterra, que no va patir cap catàstrofe equivalent. El 1854, entre 1,5 i 2 milions d'irlandesos van abandonar el seu país a causa dels desnonaments, la fam i les dures condicions de vida.

## Nombre de morts

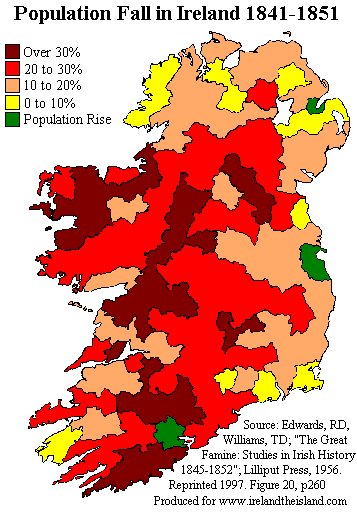

No se sap exactament quantes persones van morir durant el període de fam, encara que es creu que van morir més per malaltia que per fam. El registre estatal de naixements, matrimonis o defuncions encara no havia començat, i els registres conservats per l'Església Catòlica són incomplets. S'ha arribat a una estimació possible comparant la població esperada amb les xifres eventuals de la dècada de 1850. Un cens fet el 1841 registrava una població de 8.175.124 habitants. Un cens immediatament després de la fam de 1851 registrava 6.552.385 persones, una caiguda de més d'1,5 milions en 10 anys. Els comissaris del cens van estimar que, al ritme normal d'augment de la població, la població el 1851 hauria d'haver crescut a poc més de 9 milions si no s'hagués produït la fam.
Sobre el recurs en desenvolupament Great Irish Famine Online, produït pel departament de Geografia de la University College Cork, la secció de població d'Irlanda afirma que, juntament amb les xifres del cens anomenades baixes, abans de la fam es diu que "ara es creu generalment "que més de 8,75 milions de persones poblaven l'illa d'Irlanda abans de la seva fam.
El 1851, els comissaris del cens van recollir informació sobre el nombre de morts a cada família des del 1841, i la causa, l'època i l'any de la mort. Van registrar un total de 21.770 morts per fam en la dècada anterior i 400.720 morts per malalties. Les malalties enumerades eren la febre, la diftèria, la disenteria, el còlera, la verola i la grip, sent les dues primeres les principals causants (222.021 i 93.232). Els comissaris van reconèixer que les seves xifres eren incompletes i que el nombre real de morts probablement era més gran:
| « | Com més gran sigui la indigència de la mortalitat... menor serà la quantitat de morts registrades derivades de qualsevol forma domèstica; ja que no només famílies senceres van ser escombrades per la malaltia... sinó que pobles sencers van ser esborrats de la faç de la terra. | » |

Els historiadors posteriors coincideixen que les taules de mortalitat de 1851 "eren defectuoses i probablement subestimaven el nivell de mortalitat". La combinació de xifres institucionals i proporcionades per individus dona "un recompte incomplet i esbiaixat" de víctimes mortals durant la fam. Cormac Ó Gráda, fent referència al treball de W. A. MacArthur, escriu que els especialistes saben des de fa temps que les taules de mort irlandeses eren inexactes,i no comptaven el nombre de morts.
L'estimació de S. H. Cousens de 800.000 morts es basava en gran manera en la informació retrospectiva continguda en el cens de 1851 i en altres llocs, i ara es considera massa baixa. L'historiador modern Joseph Lee diu "almenys 800.000", i R. F. Foster estima que "almenys 775.000 van morir, la majoria per malalties, inclòs el còlera en les últimes etapes de l'holocaust". A més, assenyala que "un càlcul sofisticat recent estima l'excés de morts entre 1846 i 1851 entre 1.000.000 i 1.500.000... després d'una crítica acurada d'això, altres estadístics arriben a una xifra d'1.000.000".
Les estimacions de Joel Mokyr a nivell agregat de comtat oscil·len entre 1,1 milions i 1,5 milions de morts entre 1846 i 1851. Mokyr va produir dos conjunts de dades que contenien una estimació de límit superior i límit inferior, que no mostraven gaires diferències en els patrons regionals.És probable que la xifra real es trobi entre els dos extrems de mig milió i un milió i mig, i l'estimació més acceptada és d'un milió.
| Leinster | Munster | Ulster | Connacht | Irlanda |
| -------- | ------- | ------ | -------- | ------- |
| 15.3     | 22.5    | 15.7   | 28.8     | 20      |

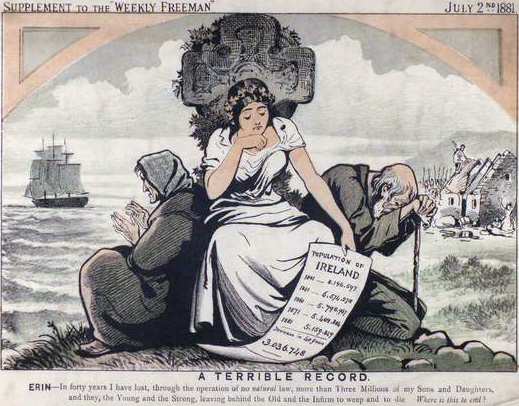
Caricatura política de la dècada de 1880: "En quaranta anys he perdut, sense la intervenció de cap llei natural, més de tres milions dels meus fills i filles, i ells, els joves i els forts, deixant enrere els vells i els malalts per plorar i per morir. On s'acabarà això?"

Una altra àrea d'incertesa rau en les descripcions de la malaltia que feien els llogaters sobre la causa de la mort dels seus familiars. Tot i que el cens de 1851 s'ha criticat amb raó perquè subestima l'extensió real de la mortalitat, proporciona un marc per a la història mèdica de la Gran Fam. Les malalties que afectaven molt a la població es divideixen en dues categories: malalties induïdes per la fam i malalties de deficiència nutricional. De les malalties de deficiència nutricional, les més freqüents eren la fam i el marasme, així com una condició anomenada hidropesia en aquella època. La hidropesia (edema) era un nom popular donat als símptomes de diverses malalties, una de les quals, el kwashiorkor, s'associa amb la fam.diseases, one of which, kwashiorkor, is associated with starvation.
Tanmateix, la major mortalitat no va ser per malalties de deficiència nutricional, sinó per malalties induïdes per la fam. Els desnodrits són molt vulnerables a les infeccions; per tant, aquests van ser més greus quan es van produir. El xarampió, la diftèria, la diarrea, la tuberculosi, la majoria de les infeccions respiratòries, la tos ferina, molts paràsits intestinals i el còlera estaven fortament condicionats per l'estat nutricional. Les malalties potencialment letals, com la verola i la grip, eren tan virulentes que la seva propagació era independent de la nutrició. El millor exemple d'aquest fenomen va ser la febre, que va provocar el major nombre de morts. En la ment popular, així com l'opinió mèdica, la febre i la fam estaven estretament relacionades. La dislocació social —la congregació dels famolencs als menjadors socials, els dipòsits d'aliments i les work houses superpoblades— va crear condicions ideals per propagar malalties infeccioses com el tifus, la febre tifoide i la febre recurrent.
Les malalties diarreiques eren el resultat d'una mala higiene, una mala higiene i canvis en la dieta. L'atac final a una població incapacitada per la fam va ser lliurat pel còlera asiàtic, que havia visitat breument Irlanda a la dècada del 1830. En la dècada següent, es va estendre de manera incontrolable per Àsia, per Europa i per Gran Bretanya, i va arribar finalment a Irlanda el 1849.Alguns estudiosos estimen que la població d'Irlanda es va reduir entre un 20 i un 25%.

## Després de la fam
L'edat mitjana de matrimoni d'Irlanda el 1830 era de 23,8 per a les dones i 27,5 per als homes, on abans havien estat 21 per a les dones i 25 per als homes, i els que no es van casar mai representaven al voltant del 10% de la població; el 1840, havia augmentat respectivament a 24,4 i 27,7. En les dècades posteriors a la fam, l'edat de casar-se havia augmentat fins als 28-29 anys per a les dones i 33 per als homes, i fins a un terç dels irlandesos i una quarta part de les irlandeses no es van casar mai, a causa dels baixos salaris i dels problemes econòmics crònics que havien desencoratjat el matrimoni precoç i universal.
Una conseqüència de l'augment del nombre de nens orfes va ser que algunes dones joves es van dedicar a la prostitució per mantenir-se. Algunes de les dones que es van convertir en Wrens de Curragh eren òrfenes de fam.
La plaga de la patata tornaria a Irlanda el 1879, tot i que aleshores els camperols rurals arrendataris i treballadors d'Irlanda havien començat la "Guerra de la Terra", descrita com un dels moviments agraris més grans que es van produir a l'Europa del segle xix.
Quan la plaga de la patata va tornar el 1879, la "Lliga de la Terra", que estava dirigida per Michael Davitt, nascut durant la Gran Fam, i la família del qual havia estat desallotjada quan Davitt només tenia 4 anys, va encoratjar el boicot massiu dels "notoris propietaris". ", amb alguns membres que blocaren també físicament els desnonaments. La política, però, aviat seria suprimida. Malgrat prop de 1000 internats en virtut de la Llei de coacció de 1881 per presumpta pertinença. Amb la reducció de la taxa de persones sense llar i l'augment de les xarxes físiques i polítiques que erosionaven el sistema de terratinents, la gravetat de la següent fam, més curta, seria limitada.
Segons el lingüista Erick Falc'her-Poyroux, sorprenentment, per a un país conegut pel seu ric patrimoni musical, només un petit nombre de cançons populars es poden remuntar a la catàstrofe demogràfica i cultural provocada per la Gran Fam, i dedueix d'això que el tema es va evitar generalment durant dècades entre la gent més pobre, ja que portava massa records tristos. A més, grans zones del país es van quedar deshabitades i els col·leccionistes de cançons populars dels segles xviii i xix no van recollir les cançons que escoltaven en llengua irlandesa, ja que la llengua de la pagesia sovint es considerava morta, o "no prou delicada per a orelles educades". De les cançons que han sobreviscut probablement la més coneguda és Skibbereen. L'emigració ha estat una font important d'inspiració per a les cançons dels irlandesos durant el segle xx.

## Conseqüències i record de l'esdeveniment
Les patates seguirien sent la principal producció agrícola d'Irlanda després de la fam. A finals del segle xix, el consum per càpita de patata a l'illa era de 4 lliures al dia, el més alt del món. Les fams posteriors van tenir un impacte molt menor i generalment són menyspreades o oblidades, excepte pels historiadors. En el cens de 1911, l'illa d'Irlanda tenia uns 4,4 milions d'habitants, aproximadament els mateixos que els anys 1800 i 2000, i aproximadament la meitat de la seva població històrica més gran.
La visió contemporània d'aquest esdeveniment va criticar durament la resposta del govern de Russell i la gestió de la crisi. Des del principi, hi va haver acusacions que el govern no era capaç de predir la magnitud del desastre. Sir James Graham, que va ser secretari d'Estat d'Afers Interiors a l'última administració de Robert Peel, va escriure a Peel que, segons la seva opinió, "el govern subestima l'extensió real de les dificultats irlandeses i no es pot omplir amb mesures dins en l'àmbit estricte de la ciència econòmica." En la visió actual, encara és un tema controvertit en la història d'Irlanda. Els debats i les discussions sobre el paper del govern britànic en el fracàs dels cultius de patata i la consegüent fam a gran escala, i si això podria ser vist com un genocidi per omissió, segueixen sent temes controvertits tant des del punt de vista històric com polític.

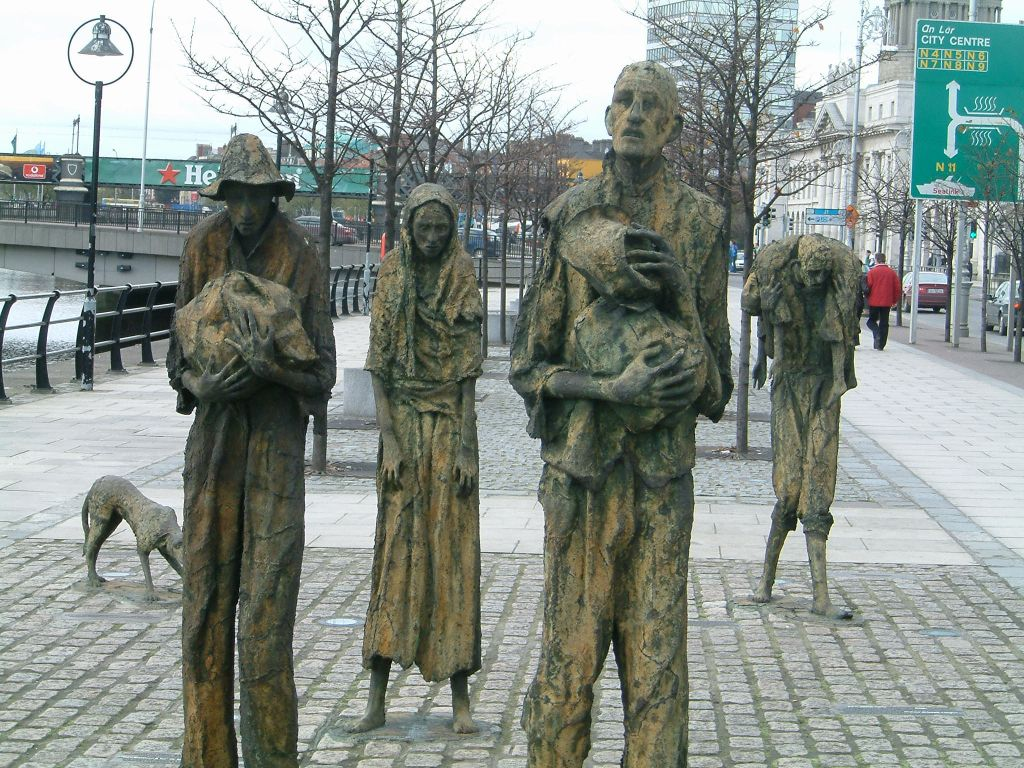
Memorial a les víctimes de la fam a Dublín.

La tragèdia es commemora en diversos memorials d'Irlanda, especialment a les regions que patiren les pèrdues més grans i a les ciutats d'arreu del món on van emigrar comunitats importants d'irlandesos. Aquests monuments commemoratius inclouen el del Custom House Quays de Dublín, amb escultures de figures escanyolides de l'artista Rowan Gillespie, figures que semblen dirigir-se cap als vaixells a Dublin Quayside. També hi ha un gran monument al Murrisk Millennium Peace Park als peus de Croagh Patrick al comtat de Mayo. Entre els monuments commemoratius dels Estats Units, cal esmentar l'Irish Hunger Memorial a Nova York, ciutat on molts irlandesos van arribar per escapar de la fam.
Més d'un segle i mig després de la gran fam, un aspecte que s'ha mantingut vinculat a la cultura irlandesa ha estat el compromís de molts irlandesos, famosos o no, per lluitar contra la fam a nivell internacional. L'any 1985 l'irlandès Bob Geldof, fundador de Live Aid, va revelar que el poble d'Irlanda va contribuir a la recaptació de fons d'aquesta campanya amb la quantitat per càpita més alta de qualsevol país. Diverses ONG irlandeses tenen un paper central en la lluita contra la fam a l'Àfrica. L'any 2000, Bono, cantant de la banda U2, va fer campanya per la cancel·lació del deute dels països africans amb motiu del llançament de la iniciativa "Jubilee 2000".